# Norfloksacyna
Norfloksacyna – organiczny związek chemiczny z grupy pochodnych 4-chinolonu.
Jest najstarszym lekiem drugiej generacji fluorochinolonów. Działa niemal wyłącznie na bakterie Gram-ujemne. Stosowana jest w zakażeniach dróg moczowych, a także miejscowo w kroplach do oczu.